# Pompier au Royaume-Uni

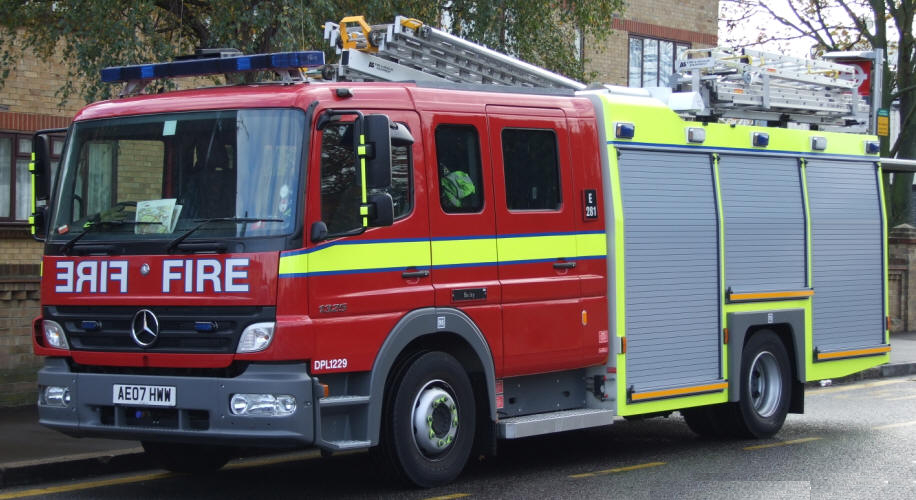
London Fire Brigade

Les missions des pompiers britanniques sont décrites dans le Fire Services Act de 1947.

## Les missions
Outre la lutte contre l’incendie, elles comprennent l’aide aux animaux en détresse (le fameux cliché du chat dans l’arbre) — de plus en plus de casernes font payer ce service bien qu’il soit dans la loi.

## Organisation

### Angleterre
Les brigades sont organisées par comtés (county) : les comtés administratifs, issus de la réorganisation de 1974, ont chacun leur propre brigade (sauf le Devon et le Somerset, qui ont une brigade conjointe depuis 2007, et le Dorset et le Wiltshire, qui ont une brigade conjointe depuis 2017).

### Écosse
Depuis 2013, l'Écosse a une seule brigade, la Scottish Fire and Rescue Service. Avant de cette année, il y avait six brigades régionales.

### Irlande du Nord
L’Irlande du Nord a une seule brigade, la Northern Ireland Fire Brigade.
Dans les régions rurales, les casernes sont souvent armées par des sapeurs-pompiers à temps partiel (retained firefighters).

### Pays de Galles
L’organisation est régionale ; le Pays de Galles a trois brigades.